# Gammelstadfjord
De Gammelstadfjord, Gammelstadfjärden, is een meer in Zweden, in de gemeente Luleå. Gezien de naam was het vroeger een fjord aan de Botnische Golf, maar door stijging van het gebied, door de postglaciale opheffing rondom Luleå is het inmiddels een meer geworden. Het is eigenlijk een plaatselijke verbreding in de Lule. Aan de noordzijde liggen Gammelstad, waar ook de naam Gammelstadfjord van komt, Södra Sunderbyn en Bälinge aan het zuiden. Het schiereiland Nordantillheden vormt nog een obstakel, waardoor het water niet vrij naar het Gäddviksundet en verder naar de Botnische Golf kan doorstromen.